# 131-й стрелковый корпус
131-й стрелковый корпус — воинское соединение Вооружённых сил СССР во время Великой Отечественной войны.

## Формирование и боевые действия
Корпус формировался в августе-сентябре 1944 года в 14-й армии.
В действующей армии с 11.08.1944 по 09.05.1945
Перед Петсамо-Киркенесской операцией занимал позиции южнее озера Чапр, имея соседом слева 99-й стрелковый корпус. Находился на направлении главного удара армии. 07.10.1944 части корпуса перешли в наступление на опорный пункт Малый Кариквайвишь, к 15:00 прорвали главную полосу обороны врага и устремились к реке Титовке, форсировали её, захватили плацдарм, утром 08.10.1944 вели бои по расширению плацдарма. Затем, с боями корпус наступал на Петсамо с востока и 15.10.1944 освободил город в числе других соединений. После освобождения Петсамо корпусу предстояло очистить от врага район к западу от Петсамо до норвежской границы. Наступая, продвигался на северо-запад в направлении на Тарнет. 17.10.1944 части корпуса (45-я стрелковая дивизия) вышла на норвежскую границу, 22.10.1944 корпус освободил Тарнет, 24-25.10.1944 года форсировал Бек-Фьорд, и принял участие в освобождении Киркенеса.
На этом боевые действия корпуса в ходе войны закончились, части корпуса до конца войны находились в Норвегии и советском Заполярье.

## Полное наименование
131-й стрелковый Краснознамённый корпус

## Боевой состав
| Дата       | Фронт            | Армия                | В составе (стрелковые)                                                                            | Другие части, в том числе приданные                                                              | Примечания |
| ---------- | ---------------- | -------------------- | ------------------------------------------------------------------------------------------------- | ------------------------------------------------------------------------------------------------ | ---------- |
| 01.09.1944 | Карельский фронт | 14-я армия           | управление корпусом                                                                               | -                                                                                                | -          |
| 01.10.1944 | Карельский фронт | 14-я армия           | 10-я гвардейская стрелковая дивизия 14-я стрелковая дивизия                                       | 1014-й отдельный батальон связи 517-я полевая авторемонтная база 3049-я полевая почтовая станция | -          |
| 01.11.1944 | Карельский фронт | 14-я армия           | 14-я стрелковая дивизия 45-я стрелковая дивизия 368-я стрелковая дивизия                          | 1014-й отдельный батальон связи 517-я полевая авторемонтная база 3049-я полевая почтовая станция | -          |
| 01.12.1944 | -                | 14-я отдельная армия | 45-я стрелковая дивизия 67-я стрелковая дивизия 341-я стрелковая дивизия 368-я стрелковая дивизия | 1014-й отдельный батальон связи 517-я полевая авторемонтная база 3049-я полевая почтовая станция | -          |
| 01.01.1945 | -                | 14-я отдельная армия | 45-я стрелковая дивизия 67-я стрелковая дивизия 368-я стрелковая дивизия                          | 1014-й отдельный батальон связи 517-я полевая авторемонтная база 3049-я полевая почтовая станция | -          |
| 01.02.1945 | -                | 14-я отдельная армия | 45-я стрелковая дивизия 67-я стрелковая дивизия                                                   | 1014-й отдельный батальон связи 517-я полевая авторемонтная база 3049-я полевая почтовая станция | -          |
| 01.03.1945 | -                | 14-я отдельная армия | 45-я стрелковая дивизия 67-я стрелковая дивизия                                                   | 1014-й отдельный батальон связи 517-я полевая авторемонтная база 3049-я полевая почтовая станция | -          |
| 01.04.1945 | -                | 14-я отдельная армия | 45-я стрелковая дивизия 67-я стрелковая дивизия                                                   | 1014-й отдельный батальон связи 517-я полевая авторемонтная база 3049-я полевая почтовая станция | -          |
| 01.05.1945 | -                | 14-я отдельная армия | 45-я стрелковая дивизия 67-я стрелковая дивизия                                                   | 1014-й отдельный батальон связи 517-я полевая авторемонтная база 3049-я полевая почтовая станция | -          |

## Командование

### Командиры
- Бутылев, Василий Ананьевич (15.08.1944 по 23.08.1944), полковник
- Абсалямов, Минзакир Абдурахманович (с 23.08.1944 по 19.09.1944), генерал-майор
- Бутылев, Василий Ананьевич (19.09.1944 по 28.09.1944), полковник
- Алексеев, Зиновий Нестерович (с 29.09.1944 по 23.10.1944), генерал-майор
- Коротков, Фёдор Фёдорович (с 24.10.1944 по 04.11.1944), генерал-майор
- Пигаревич, Борис Алексеевич (с 05.11.1944 по 03.01.1945), генерал-лейтенант
- Голосов, Дмитрий Николаевич (04.01.1945 по ??.05.1948), генерал-майор

### Начальники штаба
- Климахин, Сергей Ефимович (??.09.1946 по ??.03.1948), гв. полковник.

## Награды
| Награда                | Дата                                                          | За что получена |
| ---------------------- | ------------------------------------------------------------- | --- |
| Орден Красного Знамени | Указ Президиума Верховного Совета СССР от 14 ноября 1944 года | За образцовое выполнение заданий командования в боях с немецкими захватчиками, за овладение городом Киркенес и проявленные при этом доблесть и мужество. |